# 西山尚希
西山 尚希（にしやま なおき、1995年6月4日 - ）は、香川県高松市出身のハンドボール選手。日本ハンドボールリーグのトヨタ自動車東日本所属。

## 経歴
香川県立香川中央高等学校時代は2013年の全国高等学校ハンドボール選抜大会で優秀選手に選出。同年の全国高等学校総合体育大会ハンドボール競技大会（インターハイ）では準々決勝で茨城県立藤代紫水高等学校に敗退。優秀選手に選ばれた。
高校卒業後は早稲田大学へ進学。2014年は第14回男子ジュニアアジア選手権の日本代表U-21に選出された。
2016年は関東学生ハンドボール・春季リーグで優秀選手に選ばれた。
2017年は春季リーグで敢闘賞を受賞。6月には第5回東アジアU-22選手権の日本代表に選出された。
2018年1月に日本ハンドボールリーグのトヨタ自動車東日本へ加入。

## 詳細情報

### 年度別成績
| 年       | チーム             | 試合 | フィールド 得点 | 率   | 7m  | 合計  | 警告 | 退場 | 失格 |
| -------- | ------------------ | ---- | --------------- | ---- | --- | ----- | ---- | ---- | ---- |
| 2017-18  | トヨタ自動車東日本 | 0    | -               | -    | -   | -     | -    | -    | -    |
| 2018-19  | トヨタ自動車東日本 | 10   | 21/41           | .512 | 0/0 | 21/41 | 0    | 0    | 0    |
| JHL：2年 | JHL：2年           | 0    | -               | -    | -   | -     | -    | -    | -    |

### 記録

#### 日本ハンドボールリーグ
- フィールドゴール初得点：2018年10月6日、対大崎電気戦（高松市香川総合体育館）

### 背番号
- 21 (2018年 - )

## 代表歴

### 日本代表U-22
- U-22東アジア選手権 (2017年)

### 日本代表U-21
- ジュニアアジア選手権 (2014年)